# 박승수 (2007년)
박승수(2007년 3월 17일 ~ )은 대한민국의 축구 선수로 포지션은 왼쪽 윙어, 오른쪽 윙어이며 현재 뉴캐슬 유나이티드 소속이다.

## 클럽 경력
2024년 6월 19일, 포항 스틸러스 코리아컵 16강 경기에서 만 17세 3개월 2일의 나이로 출전해 수원에서의 데뷔전을 가졌고, 빠른 돌파력과 날카로운 슈팅 좌측면을 돌파하며 만들어낸 패스로 전진우의 골을 도우며 데뷔전에서 어시스트를 기록했다. 이외에도 여러 훌륭한 활약을 선보이며 첫 경기에 팬들의 많은 주목을 받았다. 이로써 구단 및 코리아컵 역대 최연소 공격포인트 기록자가 됐다. 18라운드 성남 FC 홈경기에서 후반 교체로 출전하여 만 17세 3개월 5일의 나이로 빅버드 데뷔전을 치렀다. 후반 장석환과 압박하며 만든 프리킥에서 조윤성의 데뷔골이 터져나오며 나름 성공적인 리그 데뷔전을 치르게 되었다. 또한 K리그2 역대 최연소 출장 신기록을 새롭게 썼다.